# Dirkon

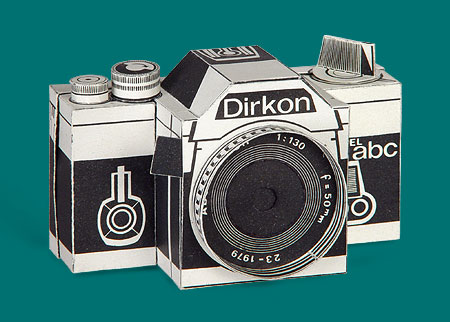
sestavený Dirkon

Dirkon byl funkční papírový model (vystřihovánka) dírkové komory, který vyšel jako příloha časopisu ABC v roce 1979. Autory byli Martin Pilný, Mirek Kolár a Richard Vyškovský. Název spojuje kmen slova "dírka" a koncovku -on, připomínající názvy japonských značek fotoaparátů.
Model fungoval na běžný 35 mm filmový materiál pro fotoaparáty.